# Barbro Hemer
Barbro Signe Hemer Nordenhake, född 13 november 1958 i Linköping, är en svensk målare, tecknare och grafiker.

## Biografi
Barbro Hemer växte upp i Malmö som dotter till lärarhögskolelektorn i matematik Ove Hemer (1916–1998) och läraren Sigrid Hemer (1917–2001) samt med fyra syskon, däribland konstnären Karin Broos och författaren Oscar Hemer.
Hon utbildade sig vid Grundskolan för konstnärlig utbildning i Stockholm 1976–1977 och Malmö Konstskola Forum 1978–1983 och har sedan dess främst varit verksam i Skåne. Hon gifte sig med sinologen Magnus Nordenhake och de har fyra barn tillsammans.  Vid en resa till Kina 1984 upptäckte hon det kinesiska tuschmåleriet, vilket sedan blev hennes främsta teknik med laveringar och en egenhändig montageform av rispapper på halmpapper monterade på lackat trä. Hon har också målat i andra material och experimenterat med fotokonst. Hennes poetiskt hemlighetsfulla stil med förnimmelser av miljöer och föremål för ofta tankarna till tyska 1800-talsromantiker som Caspar David Friedrich och symbolism med associationer till traditionell kinesisk naturpoesi. Hon är sedan 1985 en av grundarna av och de drivande medlemmarna i Galleri Rostrum i Malmö, där hon också ställt ut ett antal gånger.
Bland utställningar kan nämnas Lunds konsthall 1987, Skånes konstförenings Höstsalong från 1988, Galerie Leger 1989, Malmö stadsbibliotek 1989, Landskrona konsthall 1990, Malmö konsthall 1992, Tidaholms konsthall 1993, Tomelilla konsthall 1994, Galleri Bengt Adlers 1994, Alma Löv Museum 2001, 2007, 2009, Hovdala slott 2004, Rögle konsthall 2009.
Barbro Hemer är representerad vid Statens konstråd, Region Skåne, Malmöhus läns landsting, Skaraborgs läns landsting, Alma Löv Museum. Offentliga verk: "Nio trappor" vid Föreningsgatan – Bertrandsgatan i Malmö samt på Skånes universitetssjukhus, Barnpsykiatriska kliniken i Malmö.
Hon erhöll bland annat Edstrandska stiftelsens stipendium 1991, Bildkonstnärsfondens arbetsstipendium och Skånes konstförenings stipendium 2000.